# General Mission Analysis Tool
General Mission Analysis Tool (GMAT)はオープンソースの軌道解析ツールで、NASAのGSFCが中心となって開発している。
現在も開発が続けられている。最新版は2020a。
ソフトウェアの詳細およびダウンロード公式リンク:General Mission Analysis Tool (GMAT)
Systems Tool Kitのオープンソースの代替的存在といえる。
地球周回軌道から惑星間航行の精密な軌道解析、ロケットやイオンエンジンの短時間/長期間の加速による軌道変更の解析など現在の宇宙活動のほぼ全てをカバーする。
重力分布や月などの衛星、微小大気なども全て勘案した上での解析が行えるため精度は非常に高く、ツールを以て実際の宇宙機の姿勢や推進の量を検討することができる、実践的なソフトウェアである。